# Caecidotea rotunda
Caecidotea rotunda är en kräftdjursart som beskrevs av Bowman och Lewis 1984. Caecidotea rotunda ingår i släktet Caecidotea och familjen sötvattensgråsuggor. Inga underarter finns listade i Catalogue of Life.